# ياجبانزر

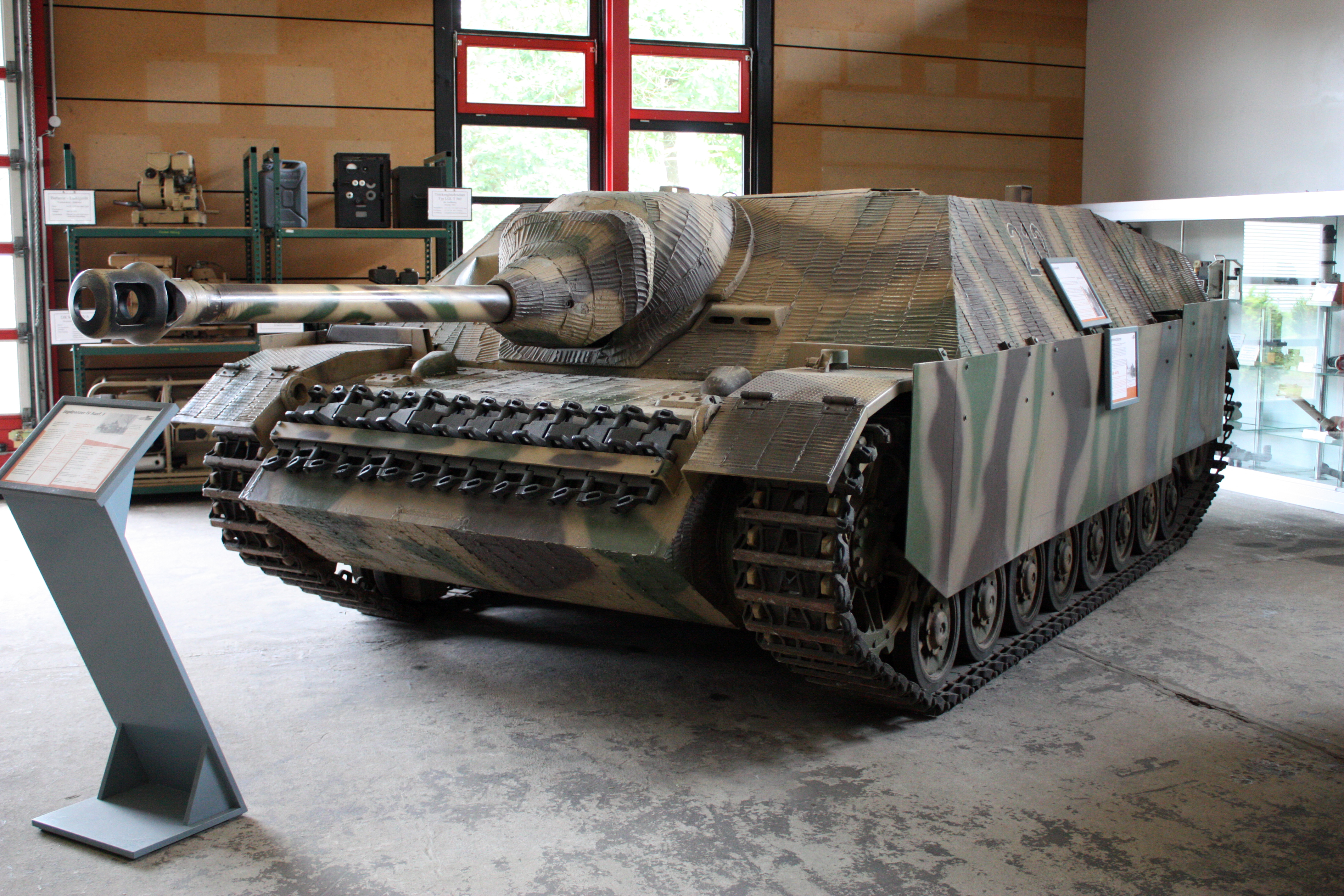
ياجبانزر الرابع في متحف Deutsches Panzermuseum

ياجبانزر (JgPz)، ( الألمانية: "قانصة دبابات ")، هو الاسم الذي يطلق على المدافع الذاتي الدفع الألماني المضادة للدبابات.
يشير عادةً إلى قانصة دبابات في هيكل دبابة بمكمن ثابت مدرع جيدًا، ومركب عليه مدفع مضاد للدبابات بزاوية دوران محدودة في المقدمة، ويصنفه عادةً الحلفاء الغربيون في الحرب العالمية الثانية على أنه مدمرة دبابات.

## التاريخ
اتبعت تصاميم ياجبانزر تصاميم Panzerjäger ("قانصة الدبابات") المدرعة بشكل خفيف، والتي أخذت مدفعًا مضادًا للدبابات وقامت بتثبيته على هيكل دبابة مزود بدروع تكميلية مثبتة حول طاقم السلاح. ومع ذلك ، كان للدروع خلفية مفتوحة وأعلى ، تقريبًا لم تزود الطاقم بحماية كاملة من العناصر. بالإضافة إلى ذلك ، اكتسبت خبرة كبيرة من سلسلة Sturmgeschütz من البنادق الهجومية لدعم المشاة ، والتي استخدمت بالفعل كاسيمات مدرعة ثقيلة ، مع طاقم السفينة بالكامل. على الرغم من ارتباطها بدعم المدفعية والمشاة ، إلا أنها كانت تستخدم في الغالب في دور مضاد للدبابات.

## استخدام تكتيكي
في ساحة المعركة، كان على الألمان في بعض الأحيان التراجع، أو محاولة التظاهر به. من المفضل عندئذ أن يمر خط التراجع في مكان وحداتهم المضادة للدبابات، التي ستستخدم قوتها النارية المتفوقة لإيقاف العدو، وربما تفتح إمكانية شن هجوم مضاد. نظرًا لعدم وجود برج وتركز الدروع في المقدمة، كان الوضع القتالي المثالي لوحدات Jagdpanzer في الكمين المخطط له، وكانت مهارة قائد هذه الوحدات تكمن في اختيار وإعداد مثل هذه الأماكن بشكل صحيح قبل فترة.

## أنواع
| اسم                   | بداية الإنتاج | بلد المنشأ                          | كمية  |
| --------------------- | ------------- | ----------------------------------- | ----- |
| ELEFANT               | مارس 1943     | وصلة=\|حدود Nazi Germany            | 91    |
| Mareșal المدمرة دبابة | يوليو 1943    | وصلة=\|حدود Kingdom of Romania      | 6-17  |
| Jagdpanther           | أكتوبر 1943   | وصلة=\|حدود Nazi Germany            | 415   |
| جاغدبانزر الرابع      | ديسمبر 1943   | وصلة=\|حدود Nazi Germany            | 2000  |
| Jagdtiger             | فبراير 1944   | وصلة=\|حدود Nazi Germany            | 70-88 |
| جاغبانزر 38 (ر)       | مارس 1944     | وصلة=\|حدود Nazi Germany            | 2827  |
| 44M Zrínyi I          | 1944          | وصلة=\|حدود Kingdom of Hungary      | 1     |
| سيموفينتي دا 75/46    | 1944          | وصلة=\|حدود Italian Social Republic | 11-13 |
| اكتب 3 هو - ني الثالث | 1944          | وصلة=\|حدود Empire of Japan         | 31-41 |
| اكتب 5 هو رو          | 1945          | وصلة=\|حدود Empire of Japan         | 1     |